# منتخب جزر المالديف لكرة قدم الصالات
منتخب جزر المالديف لكرة قدم الصالات هو ممثل المالديف الرسمي في المنافسات الدولية في كرة الصالات
.